# Glockenberg 5/5 a (Coburg)

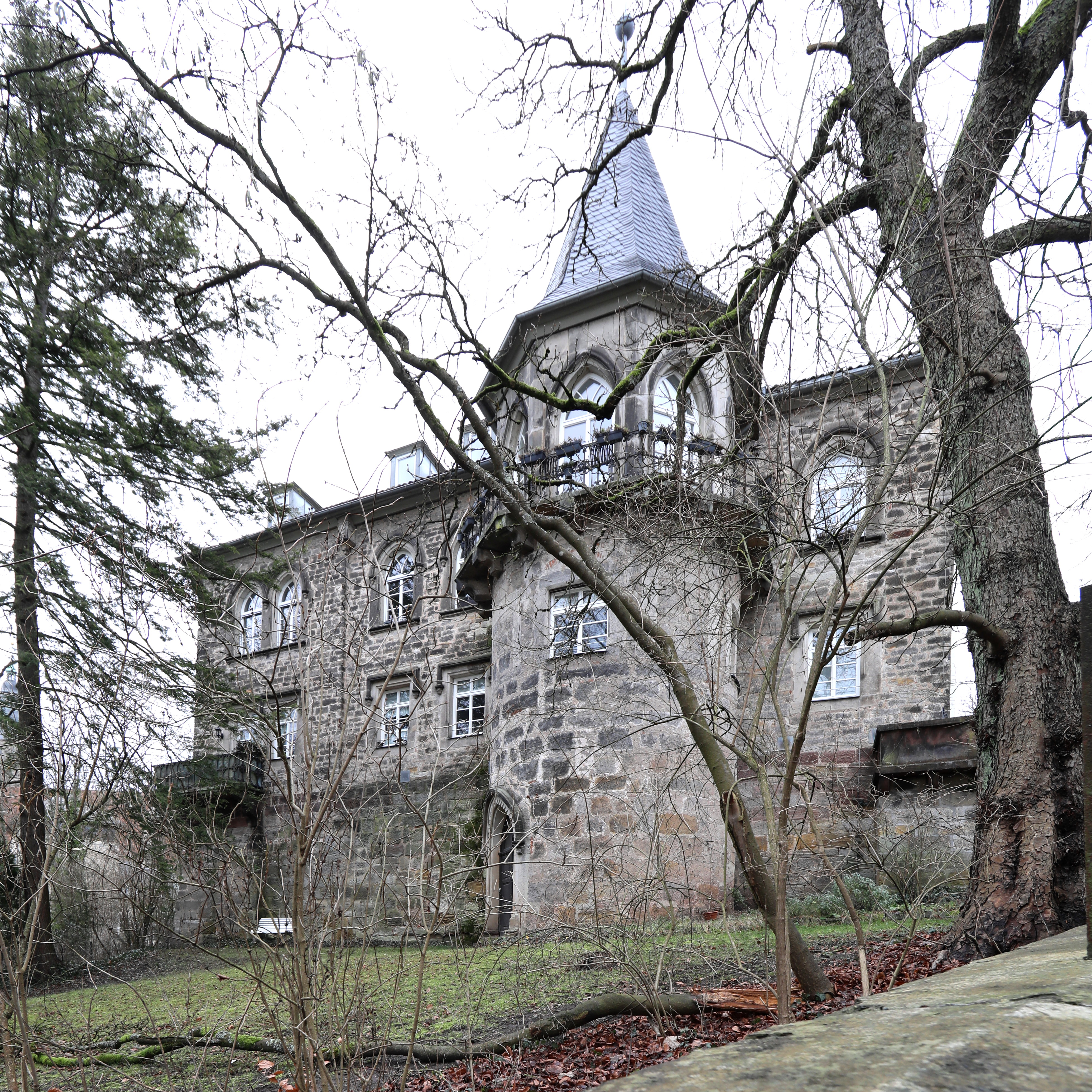
Wohnhaus Glockenberg 5/5 a, Südfassade

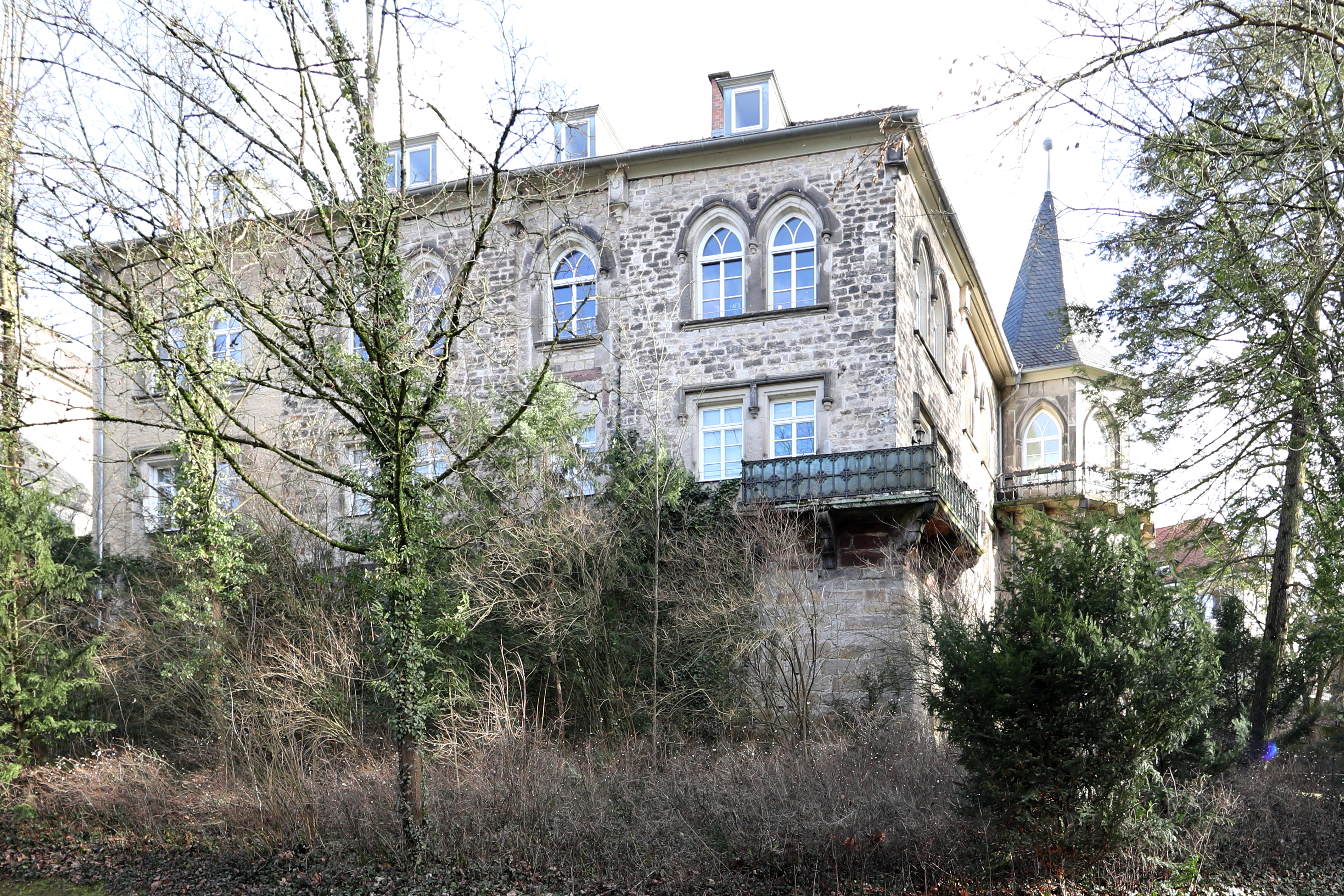
Westfassade

Der Wohnhauskomplex Glockenberg 5/5 a steht in der oberfränkischen Stadt Coburg. Der denkmalgeschützte, zweigeschossige Walmdachbau wurde 1843 errichtet.

## Geschichte
Im Jahr 1842 schenkte Herzog Ernst I. dem herzoglichen Kommissar und späteren Geheimen Staatsrat Karl August Heß das Grundstück, das zuvor zur herzoglichen Reitbahn gehörte, die 1835 aufgelassen wurde. Der Stumpf des südlichen Rundturmes war als Zugang zu den Galerien Teil der Reitbahn und entstand wie die Reitbahn im 16. Jahrhundert.
Heß war verpflichtet, darauf innerhalb von zwei Jahren ein Wohnhaus zu errichten. Ende der 1850er Jahre erwarb Frau von Reuther das Anwesen und ließ 1860 das Haus um einen nördlichen Flügel erweitern. Im Jahr 1859 entstand nach Plänen des herzoglichen Bauinspektors Jacob Lindner ein Treppenweg zum benachbarten Sturmschen Biergarten, der oben zusätzlich das Grundstück an der Südseite erschloss.
Eine weitere Baumaßnahme folgte 1926. In den 1930er Jahren wurde der Wohnhauskomplex Eigentum der evangelisch-lutherischen Kirchengemeinde St. Moriz. Die ließ 1938 im Zuge von Umbaumaßnahmen Garagen in der Marienstraße vom Baumeister Georg Kempf errichten. Im Jahr 2001 wurde im Rahmen einer Instandsetzung des Gebäudes das Dachgeschoss ausgebaut.

## Architektur
Der dreiflügelige, zweigeschossige Gebäudekomplex mit Walmdächern steht östlich vom Coburger Zentrum in erhöhter Lage über der Oberen Anlage. Er wird auf der Westseite über die Straße Glockenberg erschlossen. Außerdem besteht ein Zugang von der Oberen Anlage über den Rundturm.
Das Gebäude hat nach Westen vier und nach Süden fünf Achsen. Die Schaufassade besteht aus einem unverputzten, unregelmäßigen Schichtquadermauerwerk aus Sandstein. Das aufgrund der Hanglage bestehende hohe Sockelgeschoss war ursprünglich eine Stützwand der ehemaligen herzoglichen Reitbahn.
Die südwestliche Eckachse und die von Süden dritte Achse der Westfront bilden ein flaches Risalit mit Doppelfenstergruppen. Die Südwestecke betont zusätzlich ein Eckbalkon. Im Erdgeschoss befinden sich rechteckige Fenster mit Ohren, im Obergeschoss neugotische Spitzbogenfenster. In die Südfront ist als Erkervorbau der mit zwei Geschossen erhaltene Stumpf eines Rundturmes integriert. Dem Turm ist ein dem Obergeschoss des Gebäudes zugeordneter, polygonaler Oberbau mit einem verschieferten Spitzhelm aufgesetzt.
Die Garagen an der Marienstraße sind im Heimatstil aus Sandsteinquadern errichtet und haben segmentbogige Einfahrten.